# Santa Fe Mezapa
Santa Fe Mezapa är en ort i Mexiko.   Den ligger i kommunen Xalatlaco och delstaten Mexiko, i den sydöstra delen av landet, 50 km sydväst om huvudstaden Mexico City. Santa Fe Mezapa ligger 2 703 meter över havet och antalet invånare är 779.
Terrängen runt Santa Fe Mezapa är kuperad åt sydost, men åt nordväst är den platt. Terrängen runt Santa Fe Mezapa sluttar västerut. Runt Santa Fe Mezapa är det tätbefolkat, med 735 invånare per kvadratkilometer. Närmaste större samhälle är Metepec, 19,2 km nordväst om Santa Fe Mezapa. Trakten runt Santa Fe Mezapa består till största delen av jordbruksmark.